# 石油化学
石油化學（英語：Petrochemistry）是研究石油及其產品的組成和性質、石化過程的一門學科。

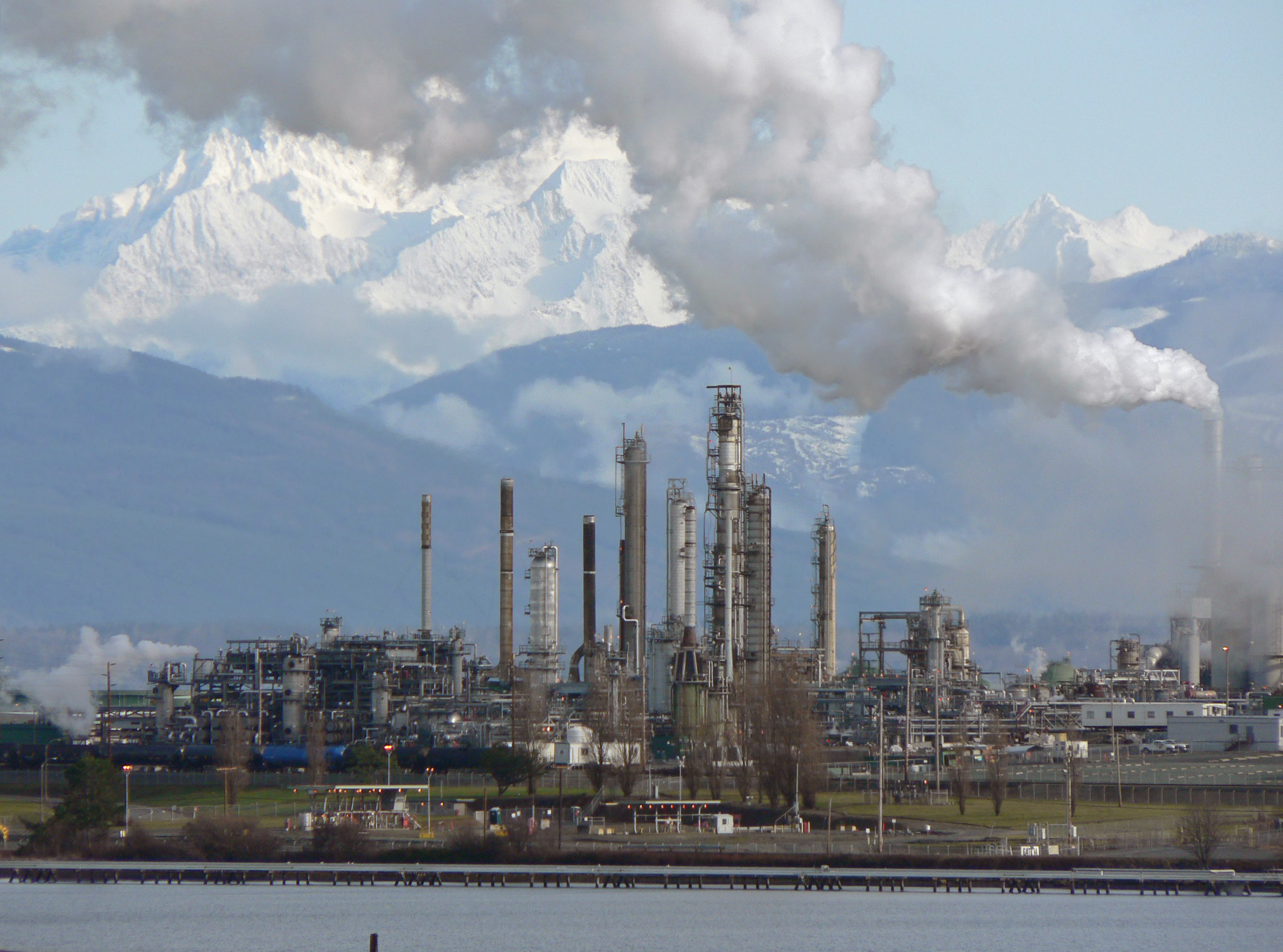
美國一所石化廠

其中最常見的兩大類產物分別為：烯烴和芳香烴。煉油廠藉由流化催化裂化提煉生產烯烴和芳香烴。化工廠通過天然氣液體（如乙烷和丙烷）的蒸汽裂化生產烯烴，通過石腦油催化重整生產芳香烴。烯烴和芳香烴是各種材料（如溶劑、清潔劑和黏合劑）的原料。烯烴是用於塑料、樹脂、纖維、彈性體、潤滑劑和凝膠中的聚合物和低聚物的原料。

## 概述
油井從陸地或海洋下，提取原油和天然氣。之後用船舶、火車和管道運輸，送到煉油廠。

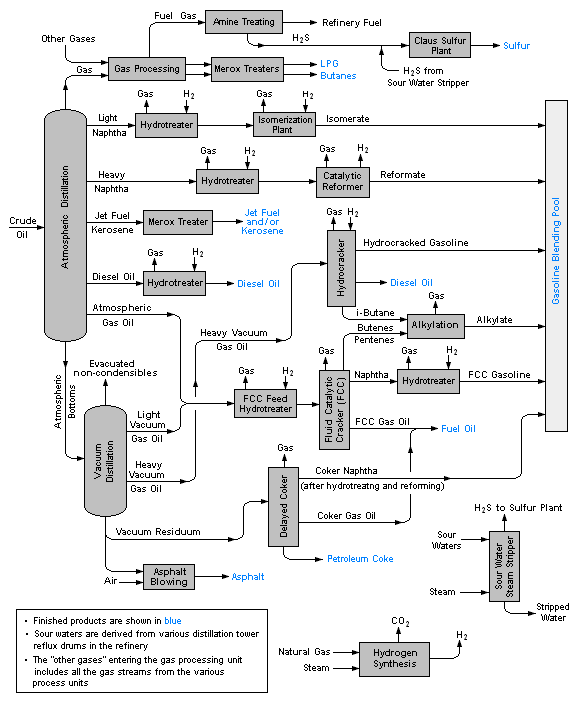
石油化學煉油過程

煉油廠執行各種物理變化和化學變化的過程來處理原油和天然氣。這涉及到非常專業的製造工藝，重要的過程之一是蒸餾，即重質原油分離成更輕的群體（稱為餾化）的碳氫化合物。原油蒸馏装置(Crude Distillation Unit)和VDU進程有兩個進程。CDU的目的是從原油原料提取和分離有價值的餾分（石腦油、煤油、柴油）和大氣氣油(AGO)。用於開展上述過程技術被稱為複雜的蒸餾，其目標是要收回寶貴的氣油。兩個蒸餾的餾分燃料油和石腦油，這是消費者所熟悉的燃油，用於提取柴油燃料在汽車上用。石腦油用於汽油和石化產品的主要來源。精煉加工成其他碳氫化合物的複雜混合物。
在石化行業所用的原料是已知的作為原料。這是從煉油廠經過裂解：取出石腦油、丁烷，如天然氣的組成部分，和一些副產品煉油工藝，獲得如乙烷和丙烷。
裂解的重油分子分解成更輕、更寶貴的部分。分解過程中為兩種：蒸汽裂解和催化裂解。
一旦這些操作完成後，新產品獲得，作為石化行業添磚加瓦的衍生產品：烯烴，即主要是乙烯、丙烯和所謂的C4的衍生產品，包括丁二烯和芳烴（因為其獨特的芳香氣味，也就是苯、甲苯和二甲苯）。
石化後產品通過各種生產工藝，最終輸出產品，如塑料、肥皂和洗滌劑，如阿司匹靈保健品、合成纖維衣服和家具、橡膠、塗料、絕緣材料等。

## 歷史
- 1835年，法國化學家Henri Victor Regnault於放置在陽光下氯乙烯的燒瓶底部發現聚氯乙烯的白色固體。
- 1839年，Eduard Simon在蒸餾安息香脂（Storax balsam）時，意外發現聚苯乙烯。
- 1856年，William Henry Perkin發現了第一種合成染料Mauveine。
- 1888年，奧地利植物科學家Friedrich Reinitzer觀察到苯甲酸膽固醇脂有兩個不同的熔點。
- 1909年，Leo Hendrik Baekeland發明了由苯酚和甲醛製成的膠木。
- 1928年，費托合成發明了合成燃料。
- 1929年，Walter Bock發明了由苯乙烯和丁二烯組成的合成橡膠Buna-S，用於製造汽車輪胎。
- 1933年，Otto Röhm聚合了第一個丙烯酸玻璃甲基丙烯酸甲酯。
- 1935年，Michael Perrin發明了聚乙烯。第二次世界大戰後，聚丙烯在20世紀50年代初被發現。
- 1937年，Wallace Hume Carothers發明了尼龍。
- 1946年，發明聚酯。聚對苯二甲酸乙二酯由乙烯和對二甲苯聚合而成。
- 1938年，Otto Bayer發明了聚氨酯。
- 1941年，Roy Plunkett發明了聚四氟乙烯。
- 1949年，Fritz Stastny將聚苯乙烯轉化為泡沫。
- 1965年，Stephanie Kwolek發明了Kevlar。

## 過程
加氫裂化是在350～450℃、压力为15～18兆帕并有氢气及催化剂（双功能催化剂，由载体和金属组分组成，载体如氧化铝、分子筛等，金属如钨、钼、钴、镍等的硫化物）存在下，油品进行加氢、裂化和异构化反应；能使原料中大分子烃类发生裂化和异构化，使烯烃饱和，将硫、氧、氮等杂质除去。产品有液化气、高辛烷值汽油、低冰点喷气燃料、低凝柴油等。
催化裂化是在450～500℃及催化剂存在下，在流化床反应器内进行，主要采用带提升管反应器的流化催化裂化过程。一般以重质馏分油、脱沥青榨油等为原料，产品有高辛烷值的汽油、柴油等。
催化裂解一般在550～600℃及催化剂存在下，于提升管加床层或提升管反应器内进行，以正碳离子催化反应和二次裂化反应为主。产品有裂解气、高辛烷值的汽油、柴油、重油、焦炭等。

## 烯烃
以下列出烯烃主要石油化學之一部分：
- 乙烯 - 最基本的烯烴類化合物，常作為化學原料。
  - 聚乙烯 - 將乙烯聚合而成，日常生活中最常用的高分子材料之一。按其密度和分支分類有：高密度聚乙烯、低密度聚乙烯、線性低密度聚乙烯。
  - 乙醇 - 乙烯與水進行水合反應後所得。
  - 環氧乙烷 - 透過氧化乙烯所得。
    - 乙二醇 - 將氧化後的乙烯進行水合反應。
- 丙烯
  - 異丙醇 - 常用溶劑之一。
    - 丙酮 - 常用溶劑之一。以異丙醇氧化而得。

  - 丙烯腈 - 常做為丙烯酸纖維和ABS樹脂聚合單體。
  - 聚丙烯 - 丙烯聚合而成。
  - 環氧丙烷 - 將丙烯氧化而得。
  - 丙烯酸
  - 烯丙基氯
    - 環氧氯丙烷
    - 環氧樹脂
- 丁烯
- 高級烯烴

## 芳香烴
以下列出芳香烃主要石油化學之一部分：
- 苯 - 最簡單的芳烴
  - 乙苯 - 由苯和乙烯製成
    - 苯乙烯脫氫制苯乙烯；用作單體
      - 聚苯乙烯 - 以苯乙烯為單體的聚合物

  - 異丙苯 - 異丙苯；異丙苯法中的原料
    - 苯酚 - 羥基苯；通常由異丙苯製造
    - 丙酮 - 二甲基酮；也常常由異丙基過程製得
    - 雙酚A - 一種“雙”酚，用於環氧樹脂的聚合反應，製造普通類型的聚碳酸酯
      - 環氧樹脂 - 一種由雙酚A，表氯醇和一些胺形成的聚合膠
      - 聚碳酸酯 - 由雙酚A和光氣（二氯化碳）製成的塑料聚合物

    - 溶劑 - 用於溶解物質的液體；通常由石化產品製成的例子包括乙醇，異丙醇，丙酮，苯，甲苯，二甲苯

  - 環己烷 - 有時用作非極性溶劑的6-碳脂肪族環狀烴
    - 己二酸 -6-碳二羧酸 ，其可以是與二胺一起用作共聚單體以形成尼龍的交替共聚物形式的前體。
      - 尼龍 - 聚酰胺類型，一些是由二羧酸或衍生物與二胺共聚形成的交替共聚物

  - 己內酰胺 - 一種6-碳環酰胺
    - 尼龍 - 聚酰胺類型，有些來自聚合己內酰胺

  - 硝基苯 - 可以通過苯的單一硝化來製備
    - 苯胺 - 氨基苯
      - 亞甲基二苯基二異氰酸酯(MDI) - 用作與二醇或多元醇形成聚氨酯或與二胺或多胺形成聚脲的共聚單體

  - 烷基苯 - 一種可用作磺酸鹽 表面活性劑（洗滌劑）的前體的一般類型的芳烴，
    - 洗滌劑 - 通常包括表面活性劑類型，如烷基苯磺酸鹽和壬基酚乙氧基化物

  - 氯苯
- 甲苯 - 甲苯；可以是其他化學品的溶劑或前體
  - 苯
  - 甲苯二異氰酸酯(TDI) - 用作與聚醚多元醇的共聚單體以形成聚氨酯或與二胺或聚胺形成聚脲 聚氨酯
  - 苯甲酸 - 羧基苯
    - 己內酰胺
      - 尼龍
- 混合二甲苯 - 三種二甲苯異構體中的任何一種都可能是溶劑，但更多的是前體化學品
  - 鄰二甲苯 - 兩個甲基均可被氧化形成（鄰位）鄰苯二甲酸
    - 鄰苯二甲酸酐

  - 對二甲苯 - 兩個甲基都可被氧化形成對苯二甲酸
    - 對苯二甲酸二甲酯 - 可以共聚形成某些聚酯
      - 聚酯 - 儘管可以有多種類型，但聚對苯二甲酸乙二醇酯是由石化產品製成的並且使用非常廣泛。

    - 純化的對苯二甲酸 - 通常共聚形成聚對苯二甲酸乙二醇酯
      - 聚酯

  - 間二甲苯
    - 間苯二甲酸
      - 醇酸樹脂
      - 聚酰胺樹脂
      - 不飽和聚酯

## 相关
- 油田化学
- 炼油工程
- 天然气
- 油气储运
- 油田地面工程
- 石油经济管理
- 空氣污染

## 外部連結
- Petrochemistry in Europe （页面存档备份，存于）
- The Emerging Oil Refinery Capacity Crunch （页面存档备份，存于）
- Oil Refinery Processes - Ronald(Ron)F.Colwell （页面存档备份，存于）
- Educational resource on petrochemistry （页面存档备份，存于）
- petrochemistry.net